# The Story of the Kelly Gang
The Story of the Kelly Gang je australský němý film z roku 1906. Režisérem je Charles Tait (1868–1933). Film trval zhruba 70 minut, ale nedochoval se celý.
Film je pro svou délku považován za první celovečerní film na světě.

## Děj
Film vypráví příběh o slavném psanci Nedovi Kellyovi.